# In nativitatem Domini canticum H.416
In nativitatem Domini canticum H.416 est un oratorio de Noël (ou pastorale) pour solistes, chœur, flûtes, cordes et basse continue, composé par le compositeur français de musique baroque Marc-Antoine Charpentier en 1690 ou peu avant.

## Historique

### Charpentier et l'oratorio
Charpentier fut initié au genre de l'oratorio vers 1670 par son maître Giacomo Carissimi à Rome, où il passa trois ans. Il introduisit le concept en France et fut le seul compositeur français de sa génération à composer dans ce genre.
Bien que le terme d'oratorio ait été parfois utilisé en France à la fin du XVIIe siècle et au début du XVIIIe siècle (comme dans le Dictionnaire de Musique de Brossard en 1703), il n'a jamais été utilisé par Charpentier et ses contemporains, car ces œuvres sont en fait des motets dramatiques en latin composés pour la liturgie et pas pour des réunions dans un oratoire ou pour des concerts spirituels.
Parmi ses motets dramatiques en latin (appelés abusivement oratorios), Charpentier distinguait trois types, auxquels il appliquait les dénominations suivantes :
- historia : motet de grande ampleur avec chœur ou double chœur et narrateur ;
- canticum (dans le sens de motet et non de cantique) : motet écrit pour un nombre plus limité d'interprètes ;
- dialogus : motet de la même dimension que le canticum mais sans narrateur.

### Les oratorios de Noël
Parmi les 35 motets dramatiques (ou oratorios) écrits par Charpentier,, plusieurs se rapportent à la Nativité (H.314, 393, 414, 416, 420 et 421). 
Ils portent souvent des titres extrêmement semblables, si pas exactement identiques, :
- In nativitatem Domini canticum, "Quem vidistis pastores" (H.314) ;
- Canticum in nativitatem Domini, "Frigidae noctis umbra" (H.393), composé en 1676[9] ;
- In nativitatem Domini Nostri Jesu Christi canticum (In nativitatem D.N.J.C. canticum), "Frigidæ noctis umbra" (H.414) composé en 1684[10],[11] ;
- In nativitatem Domini canticum, "Usquequo avertis faciem tuam" (H.416) composé avant 1690[1] ;
- Dialogus inter Angelos et pastores Judeae in Nativitatem Domini, "Usquequo  avertis faciem" H.420 composé vers 1690 ;
- In nativitate Domini Nostri Jesu Christi canticum, "Frigidæ noctis umbra" (H.421) composé en 1698[12].

In nativitatem Domini canticum H.416 est du type dialogus tandis que In nativitatem D.N.J.C. canticum H.414 est du type canticum.
Par ailleurs, Charpentier a écrit outre une Messe de Minuit H.9 et des Noël pour les instruments H.531 et H.534, deux Pastorales en français sur la Nativité, la Pastorale sur la Naissance de N.S. Jésus-Christ H.483 et Sur la naissance de Notre Seigneur Jésus Christ H.482.

### In nativitatem Domini canticumH.416
In nativitatem Domini canticum H.416 est le plus ample et le plus élaboré des oratorios de Noël de Charpentier.
Il date de 1690 (ou d'avant 1690) et a probablement été écrit pour l'église Saint-Paul-Saint-Louis, la principale église jésuite de Paris, où Charpentier était maître de chapelle.
L'auteur du texte est inconnu : il s'agit peut-être du Père François Bretonneau, un des Jésuites qui collaboraient avec Charpentier, et qui écrivit les livrets des opéras sacrés Celse Martyr (musique perdue) et  David et Jonathas

## Description
Comme il a été dit plus haut, cet oratorio est du type dialogus et ne comporte pas de narration. 
L'oratorio est divisé en deux parties égales qui correspondent entre elles comme l'Ancien et le Nouveau Testament.
La première partie, en do mineur, est écrite pour cordes et basse continue tandis que la seconde partie, en do majeur, ajoute des flûtes.
Les deux parties sont séparées par « La Nuit », évoquée par une symphonie pour cordes assourdies.
- Première partie
  - Prélude
  - Chœur des Justes
- La Nuit
- Deuxième partie
  - Chœur des Bergers
  - L'Ange
  - Chœur des Anges
  - Un berger
  - Marche des Bergers
  - Tous
  - Chœur final

## Discographie
- Un Oratorio de Noël (In nativitatem Domini canticum H.416) et Sur la Naissance de Notre-Seigneur Jésus-Christ H.482, Dominique Visse, haute-contre, Ian Honeyman, ténor I, Michel Laplénie, ténor II, Philippe Cantor, basse I, François Fauché, basse II, Les Arts florissants, dir. William Christie, enregistré en août 1983 et paru en 1983 sur CD Harmonia Mundi HMC 905130) report 2021 (couplé avec H.36 - 43, H.534 et H.482).
- Un Oratorio de Noël (In nativitatem Domini canticum H.416) et Messe de Minuit à 4 voix H.9, Les Arts Florrissants, dir. William Christie; CD Erato 2001.
- In nativitatem Domini canticum H.416, Aradia Ensemble, dir. Kevin Mallon. CD Naxos 2001.
- In nativitatem  Domini canticum H.416, Messe de minuit H.9, In Nativitate Domini Nostri Jesu Christi Canticum H.421, Te Deum H.147, Ensemble Correspondances, dir. Sébastien Daucé. CD Harmonia Mundi 2023.